# Fritz Hippler
Fritz Hippler (* 17. August 1909 in Berlin; † 22. Mai 2002 in Berchtesgaden) war ein nationalsozialistischer deutscher Filmpolitiker. Hippler produzierte u. a. den antisemitischen Hetzfilm Der ewige Jude.

## Leben und Wirken
Hippler wuchs in Berlin als Sohn eines Beamten im unteren Dienst auf. Sein Vater fiel 1918 im Ersten Weltkrieg in Frankreich. Hippler erlebte den Vertrag von Versailles und seine Deutschland betreffenden Regelungen, wie die Abtretung des Polnischen Korridors, die Besetzung des Rheinlandes sowie die weitgehende Entwaffnung Deutschlands als ungerechtfertigte Demütigung, und lehnte die Weimarer Demokratie ab.
Schon als Schüler trat Hippler zum 21. Mai 1927 der NSDAP bei (Mitgliedsnummer 62.133). Später studierte er Jura in Heidelberg und Berlin. Dabei wurde er Mitglied der schlagenden Verbindungen Landsmannschaft Teutonia Heidelberg und Landsmannschaft Arminia Berlin. 1932 wurde er NSDAP-Gauredner.
1932 wurde Hippler wegen Störung der „akademischen Sitte und Ordnung“ von der Berliner Universität relegiert, nachdem er vom Balkon der Universität eine Wahlrede gehalten und eine Hakenkreuzfahne entrollt hatte. Anfang 1933 wurde er zum Kreisführer für Berlin-Brandenburg im Nationalsozialistischen Deutschen Studentenbund (NSDStB) ernannt. Damit war er der ranghöchste Funktionär des NSDStB in der Reichshauptstadt. Am 19. April 1933 wurde er durch einen Erlass des neuen nationalsozialistischen Kultusministers Bernhard Rust wieder an der Universität aufgenommen. In diesem Erlass hatte Rust „alle Disziplinarstrafen gegen Studierende wegen Handlungen aus nationalen Beweggründen“ ab dem Jahr 1925 aufgehoben.
Kurze Zeit später war Hippler in führender Rolle an der Bücherverbrennung beteiligt. Er eröffnete am 10. Mai 1933 kurz vor 22 Uhr einen Demonstrationszug mit den Büchern, die verbrannt werden sollten, am Studentenhaus in der Oranienburger Straße mit einer Rede. Der Demonstrationszug führte dann vom Studentenhaus in der Oranienburger Straße zum Opernplatz. Am Opernplatz selbst wurden dann diese Bücher unter Mitwirkung von Hippler bei einer Rede von Goebbels verbrannt.
Hippler wurde etwas später in eine Auseinandersetzung um die Ausrichtung der Kunstpolitik verwickelt. Er war zwar mit der antijüdischen Ausrichtung der Kunstpolitik und der damit einhergehenden Verbannung jüdischer Künstler aus Museen und Kunsthandel einverstanden, kritisierte aber im Juli 1933 bei einer Kundgebung des NS-Studentenbundes in Berlin das harsche Vorgehen gegen expressionistische Künstler wie Nolde, Barlach und die Künstlergruppe Die Brücke, deren Werke von Teilen der NSDAP als Entartete Kunst denunziert wurden. Dabei standen ihm der Maler und Studentenfunktionär Otto Andreas Schreiber sowie Hans Weidemann zur Seite. Obwohl auch Goebbels den Expressionismus nicht grundsätzlich ablehnte, ging dieser Richtungsstreit nach einem Machtwort Hitlers zu Gunsten der Nationalsozialisten aus, die sich pauschal gegen die moderne Kunst wandten. Deren Wortführer war Alfred Rosenberg mit seinem Kampfbund für deutsche Kultur.
Nach der Promotion 1934 wurde Hippler Dozent an der Deutschen Hochschule für Politik in Berlin. Ab 1936 arbeitete er als Assistent von Hans Weidemann, der die Herstellung der Deutschen Wochenschau leitete, im Reichsministerium für Volksaufklärung und Propaganda. Hier lernte er das Drehen von Dokumentarfilmen. Im Januar 1939 übernahm er Weidemanns Stellung. Im August 1939 beförderte Goebbels Hippler erneut. Er berief den 29-Jährigen zum Leiter der Filmabteilung im Reichsministerium für Volksaufklärung und Propaganda RMVP, im Februar 1942 ernannte er ihn auch zum Reichsfilmintendanten. Mit diesen beiden Funktionen war Hippler einer der wichtigsten Filmpolitiker des „Dritten Reiches“ hinter Goebbels. Im Oktober 1942 wurde er Ministerialdirigent im RMVP. Seine Aufgabe war die Lenkung, Überwachung und Ausrichtung des deutschen Filmschaffens.
1938 wurde Hippler zum SS-Hauptsturmführer ernannt (SS-Nummer 284.122). 1943 war er bereits Obersturmbannführer. Laut Veit Harlan liebte Hippler es, seine Uniform zu tragen.
Auch in seinen Funktionen als Ministerialbeamter produzierte Hippler weiter Filme. So war er 1939/1940 verantwortlich für den Propagandastreifen Der Feldzug in Polen. 1940 verantwortete er die Gestaltung des im dokumentarischen Stil gedrehten Kompilationsfilms Der ewige Jude – laut Courtade „der niederträchtigste der antisemitischen Nazi-Filme“. Der Filmhistoriker Frank Noack beurteilte Der ewige Jude „als den wohl radikalsten Hetzfilm aller Zeiten“. Ein von Hippler gezeichneter Artikel in der Zeitschrift Der Film über seine Entstehung bezeichnete Juden als "Parasiten nationaler Entartung". Der Film diente als Vorbereitung und Einstimmung der Bevölkerung auf den kommenden Holocaust und wurde vor allem zur Schulung von Polizeieinheiten und SS-Mannschaften eingesetzt. Noch im gleichen Jahr erhielt Hippler von Hitler als Anerkennung eine geheime Sonder-Dotation in Höhe von 60.000 Reichsmark.
Goebbels konnte sich meistens auf seinen jungen Mitarbeiter verlassen. Trotzdem monierte er häufig dessen Unzulänglichkeiten. Schon 1939 kritisierte er in seinen Tagebüchern, dass Hippler intelligent sei, aber dreist und vollkommen widersprüchlich. Auch konstatierte er, dass Hippler unreif sei. Goebbels beschwerte sich wiederholt über die Desorganisation der Filmabteilung Hipplers, der anscheinend an Alkoholsucht litt. Goebbels entließ Hippler schließlich im Juni 1943 wegen dessen Alkoholsucht und dieser Pannen. Hipplers Einlassung in seinen Memoiren, er sei entlassen worden, als bekannt geworden sei, dass der bei den Nationalsozialisten verfemte Erich Kästner das Drehbuch zu dem Film Münchhausen geschrieben habe, entpuppte sich als apologetische Aussage. Nach seiner Absetzung wurde Hippler auch der SS-Rang wieder aberkannt, weil man ihm vorwarf, verschwiegen zu haben, dass eine Urgroßmutter jüdischer Abstammung gewesen war.
Hippler wurde zu einem Landesschützen-Ersatzbataillon nach Strausberg abkommandiert und einer Infanterie-Ausbildung unterzogen. Danach wurde er wieder vom Dienst an der Waffe freigestellt und bis Februar 1945 als Frontkameramann eingesetzt, um Material für Wochenschauen zu produzieren. Am 3. Mai 1945 geriet er in Hamburg in britische Kriegsgefangenschaft.
Nach Ende des Zweiten Weltkrieges wurde Fritz Hippler interniert und zu zwei Jahren Gefängnis verurteilt.
Da er als fachlich kompetent und im persönlichen Umgang als aufrichtig galt, konnte er nach seiner Entlassung wieder Fuß fassen. Ab 1952 wirkte er – zum Teil unter Pseudonym – an der Erstellung von Dokumentar- und Industriefilmen mit und war bei verschiedenen Firmen sowie beim Landesverband der FDP in Nordrhein-Westfalen als Werbeleiter tätig. 1953 erstellte er als technischer Berater aus Propagandafilmmaterial der Wochenschau und unveröffentlichten Aufnahmen für das Propagandaministerium den Dokumentarfilm Beiderseits der Rollbahn, der den Russlandfeldzug bis zum Invasionstag schildern soll. Dazu musste der Propagandaspezialist Hippler die Ausschnitte von Propaganda befreien.
Ab 1961 war Hippler dann in Berchtesgaden Betreiber eines Reisebüros und verfasste neben Fernsehkritiken für die rechtsextreme Presse ab den 1980ern zahlreiche Bücher, in denen er Deutschlands Alleinschuld am Zweiten Weltkrieg zu widerlegen versuchte und den Antisemitismus der Nationalsozialisten teilweise rechtfertigte. Die Verantwortung für sein Machwerk Der ewige Jude lastete Hippler allein seinem Dienstherrn Joseph Goebbels an, dessen Befehle er trotz seines angeblichen Widerstrebens habe befolgen müssen.
Seine letzte Ruhestätte fand Fritz Hippler auf dem Bergfriedhof in Schönau am Königssee.

## Filmografie
- 1938: Wort und Tat. Ein Filmdokument (Regie). Ein Film über die Annexion Österreichs
- 1938: Gestern und heute. Ein Filmdokument (Produktion)
- 1939: Der Westwall (Regie)
- 1940: Feldzug in Polen (Regie)
- 1940: Der ewige Jude. „Filmbeitrag zum Problem des Weltjudentums“ (Regie, Koordination)
- 1941: mehrere Kurzfilmbeiträge für die Frontschau (Regie)
- 1941: Sieg im Westen (Produzent). Ein Film über den Feldzug gegen Dänemark, Norwegen, die Beneluxländer, Frankreich und das mit ihm verbündete Großbritannien.
- 1944: Orient-Express (Produzent)

## Bücher von Fritz Hippler
- Betrachtungen zum Filmschaffen. Mit einem Vorwort von C. Froelich und einem Geleitwort von E. Jannings. 2. Auflage. Hesses Verlag, Berlin 1942.
- Die Verstrickung: auch e. Filmbuch …; Einstellungen u. Rückblenden. revidierte 2. Auflage. Düsseldorf 1982.
- Meinungsdressur? ein heiter-kritisches Fernsehtagebuch. Kurt Vowinckel Verlag, Berg/Starnberger See 1985.
- Verbrecher Mensch? Beobachtungen des Historikers Johannes Scherr. Türmer-Verlag, Berg/Starnberger See 1987.
- Schopenhauer heute – Denkanstöße und Kostproben. Türmer-Verlag, Berg/Starnberger See 1988.
- Korrekturen. Zeitgeschichtliche Spurensuche, einmal anders. Verlagsgesellschaft Berg, Berg/Starnberger See 1995
- Einspruch euer Ehren – den Zeitgeist an den Pranger. Neue Nachrichten aus der deutschen Provinz. Verlagsgesellschaft Berg, Berg/Starnberger See 1999.